# Sund, Insulele Feroe
Sund este un oraș din Insulele Faroe.